# Montmal
Montomal (italià Montemale di Cuneo, piemontès Montmal) és un municipi italià, situat a la regió del Piemont. L'any 2007 tenia 227 habitants. Està situat a la Val Grana, dins de les Valls Occitanes. Limita amb els municipis de Caralh, Draonier, Monterosso Grana i Valgrana.

## Administració
| Període | Identitat    | Partit        |
| ------- | ------------ | ------------- |
| 2004-   | Oscar Virano | Llista cívica |